# Mi querida España
«Mi querida España» es el título de una canción compuesta de la cantautora española Cecilia, publicada en 1975 e incluida en su álbum de estudio Un ramito de violetas.

## Descripción
Calificada como una de las canciones básicas de la historia musical de España de la década de 1970 e incluso icono de la música del país. Se trata de una crítica soterrada a la situación sociopolítica de la España del momento, en las postrimerías de la dictadura franquista.
La letra del tema fue objeto de censura por las autoridades de la época, de forma que la referencia a Esta España mía, esta España nuestra era originalmente a Esta España viva, esta España muerta.

## Videoclip
Grabado en el Parque del Retiro de Madrid, para el programa Cecilia en Festival OTI 1975, de Enrique Martí Maqueda para TVE.

## Versiones
Versionada por la banda La Década Prodigiosa en su LP Los años 70 por...La Década Prodigiosa (1987).
Raphael incluyó su propia versión en el álbum Fantasía (1994).
En el LP de homenaje Desde que tú te has ido (1996), es interpretada por Miguel Bosé, con la voz de Cecilia superpuesta.
En 2015 se graba una nueva versión que pasa a formar parte de la película Perdiendo el Norte, con las voces de Kiko Veneno y Rozalén, con un videoclip en el que intervienen entre otros Blanca Suárez y Úrsula Corberó.
Más recientemente, en junio de 2021, Lídia Pujol incluye una versión del tema en su disco Conversando con Cecilia.
Fue interpretada por la actriz Loles León en el programa de imitaciones Tu cara me suena el 12 de noviembre de 2021.